# Диримлили, Басри
Басри Диримлили (тур. Basri Dirimlili, 7 июня 1929, Доростол, Румыния — 14 сентября 1997, Турция) — турецкий футболист, игравший на позиции защитника. По завершении игровой карьеры — тренер. Выступал, в частности, за клуб «Фенербахче», а также национальную сборную Турции.

## Клубная карьера
Родился в Доростоле, Румыния (ныне Силистра, Болгария). Диримлили начал играть в футбол для Эскишехира Демирспора. Во взрослом футболе дебютировал выступлениями за команду клуба «Эскишехир Демирспор».
Своей игрой за эту команду привлек внимание представителей тренерского штаба клуба «Фенербахче», к составу которого присоединился в 1951 году. Сыграл за стамбульскую команду следующие двенадцать сезонов своей игровой карьеры.
Завершил профессиональную игровую карьеру в клубе «Каршияка», за команду которого выступал на протяжении 1963—1964 годов.

## Выступления за сборную
В 1953 году дебютировал в официальных матчах в составе национальной сборной Турции. В течение карьеры в национальной команде, которая длилась 9 лет, провёл в форме главной команды страны 27 матчей.
В составе сборной был участником футбольного турнира на Олимпийских играх 1952 году в Хельсинки, а также чемпионата мира 1954 года в Швейцарии.

## Карьера тренера
Начал тренерскую карьеру вскоре после завершения карьеры игрока, в 1965 году, возглавив тренерский штаб клуба «Ферикёй».
В дальнейшем возглавлял команды клубов «Вефа», «Самсунспор», «Истанбулспор», «Газиантепспор» и «Кардемир Карабюкспор».
Последним местом тренерской работы был клуб «Самсунспор», главным тренером команды которого Басри Диримлили был с 1974 по 1975 год.
Умер 14 сентября 1997 года на 69-м году жизни.